# Государства йоруба
Йоруба государства — города-государства Западной Африки, населённые народом йоруба.
Были основаны в XII—XIV веках.
Наиболее известны город Ифе — культурный и религиозный центр страны йоруба и город Ойо, который, начиная с XV века, постепенно объединил под своим главенством большинство государств Йоруба.
Во 2-й половине XVIII века политическое влияние Ойо распространялось на западе до Золотого Берега (Гана), на востоке — до реки Нигер.
Общественный строй государств Йоруба характеризовался господством общинных отношений при ярко выраженном социальном и экономическом неравенстве рядовых общинников и правящей верхушки. Большую роль в экономической и общественной жизни играли домашние рабы и работорговля.
В начале XIX века государство Ойо распалось на множество мелких независимых городов-государств, враждовавших друг с другом.
В середине XIX века начался постепенный захват государств Йоруба Великобританией.
В 1906 году захваченные территории были включены в состав британской колонии и протектората Южная Нигерия.